# Vancouver (Washington)
Pour les articles homonymes, voir Vancouver (homonymie).
Pour la ville canadienne, voir Vancouver.
Vancouver est une ville de l'État de Washington, siège du comté de Clark, aux États-Unis. La population recensée en 2010 était de 161 791 habitants alors qu'en 1990, elle était de 46 380 habitants. Vancouver fait face à la plus grande ville de l'Oregon, Portland, dont elle est séparée par le fleuve Columbia, et avec laquelle elle constitue une région métropolitaine.
Vancouver doit son nom à George Vancouver, explorateur britannique, et est antérieure à son homonyme située 410 km plus au nord, au Canada — voir Vancouver (Colombie-Britannique).

## Histoire

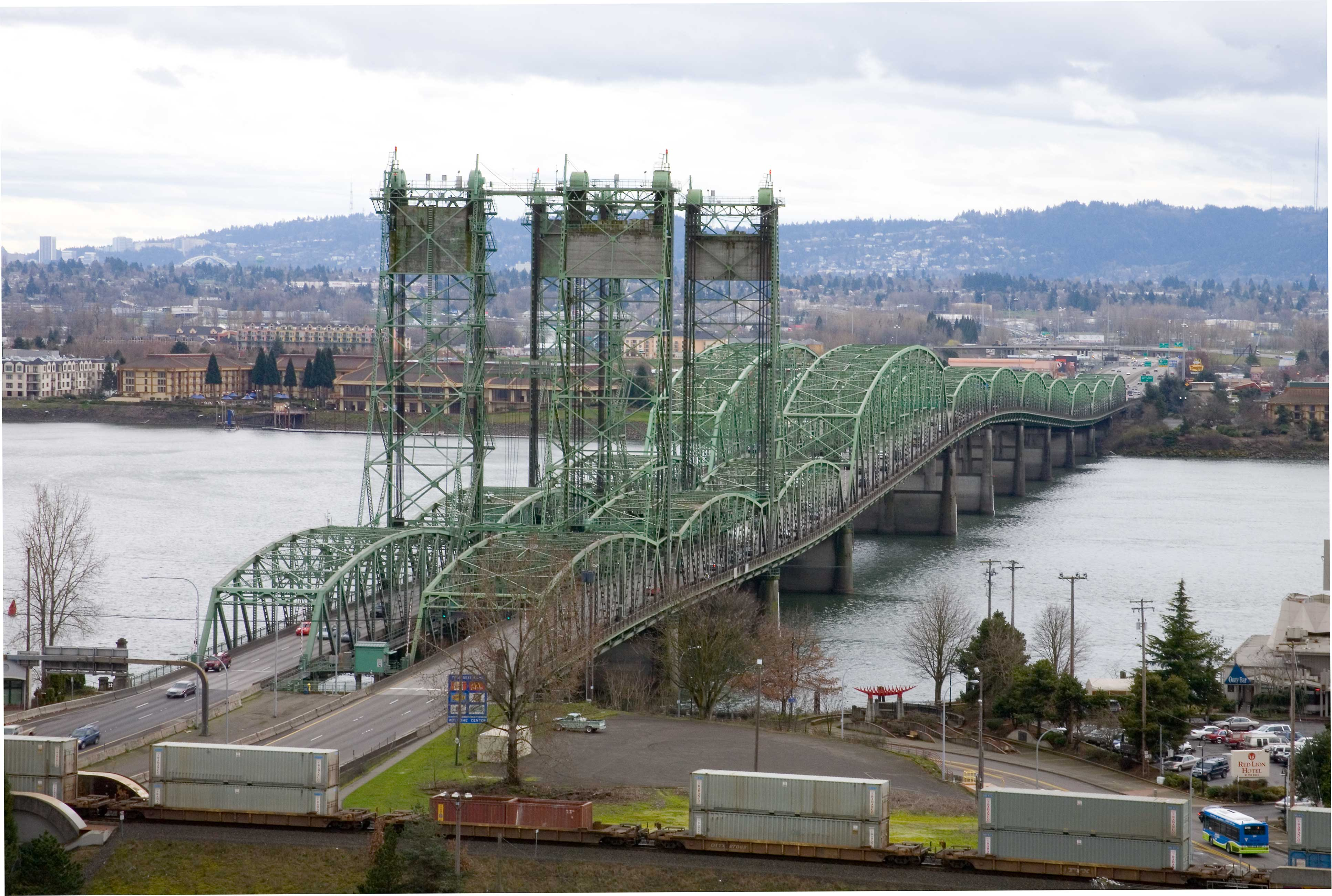
Pont reliant les villes de Vancouver et Portland.

En 1806, l'expédition Lewis et Clark a campé dans la région. Lewis écrit alors que Vancouver était la seule région pouvant accueillir une colonie à l'ouest des Montagnes Rocheuses. La première colonie fut établie en 1825 lorsque Fort Vancouver, un poste de traites de fourrures de la Compagnie de la Baie d'Hudson, fut créé. À partir de ce moment, la région fut habitée par les Américains et les Anglais sous un traité de « double habitation ». Cette situation prit fin le 15 juin 1846 lorsque les États-Unis et la Grande-Bretagne signèrent le traité de l'Oregon, qui donna plein contrôle de la région aux États-Unis.
La ville de Vancouver (Colombie-Britannique) est située à seulement 410 km au nord de Vancouver (Washington). Les deux villes ont été nommées en l'honneur du marin George Vancouver. Les fonctionnaires municipaux ont souvent proposé un changement de nom pour réduire la confusion entre la ville de Vancouver (Colombie-Britannique) et Vancouver (Washington). Les noms suggérés sont Fort Vancouver, Vancouver USA ou Old Vancouver (puisque la ville a été fondée plus de 25 ans avant Vancouver (Colombie-Britannique).

## Géographie
Vancouver se trouve à l'extrémité sud-ouest de l'État de Washington, sur la rive droite du fleuve Columbia et fait face à Portland, située dans l'Oregon. Elle est entourée par la chaîne des Cascades à l'ouest, au confluent entre les gorges du fleuve Columbia et de la vallée de la Willamette.

## Démographie
| Groupe            | Vancouver | Washington | États-Unis |
| ----------------- | --------- | ---------- | ---------- |
| Blancs            | 80,9      | 77,3       | 72,4       |
| Asiatiques        | 5,0       | 7,2        | 4,8        |
| Métis             | 4,8       | 4,7        | 2,9        |
| Autres            | 4,3       | 5,2        | 6,2        |
| Afro-Américains   | 2,9       | 3,6        | 12,6       |
| Amérindiens       | 1,0       | 1,5        | 0,9        |
| Océaniens         | 1,0       | 0,6        | 0,2        |
| Total             | 100       | 100        | 100        |
|                   |           |            |            |
| Latino-Américains | 10,4      | 11,2       | 16,7       |

Selon l'American Community Survey, pour la période 2011-2015, 81,09 % de la population âgée de plus de 5 ans déclare parler anglais à la maison, alors que 8,34 % déclare parler l'espagnol, 2,48 % le russe, 1,05 % le vietnamien, 1,02 % une langue chinoise, 0,82 % l'ukrainien, 0,69 % une langue polynésienne et 4,51 % une autre langue.

## Jumelages
- Jōyō (Japon)
- Arequipa (Pérou)